# 牛木義隆
牛木 義隆（うしき よしたか、1980年5月26日 - ）は、日本のイラストレーター・漫画家。新潟県上越市出身・在住。

## 人物
イラストレーター・漫画家の仕事を行っている。
同人サークル『One Night Stand』代表で、東方Projectの二次創作「アドベントチルノ」シリーズの作者としても知られる。
2014年5月末に入院したことをTwitterで明らかにした。

## 作品リスト

### イラスト・挿絵
- とくまでやるシリーズ （清涼院流水著・徳間デュアル文庫）
- くじびき勇者さま （清水文化著・HJ文庫）
- ソード・ワールドRPGリプレイxS （グループSNE・富士見書房）
- ゲヘナリプレイ アザゼル・テンプテーションシリーズ （グループSNE・ジャイブ）
- 電撃大王ジェネシス 2012 Vol.1 ピンナップ

### 漫画
- くじびきシスタ〜ず（原作：清水文化・『キャラの!』連載）
- 夢喰いメリー[1]（まんがタイムきららフォワード）
- 追風のジン[2]（まんがタイムきららフォワード）

### アニメ
- ひだまりスケッチ×☆☆☆（第7話提供バックイラスト）
- ローゼンメイデン（新アニメ）（第4話提供バックイラスト）
- ご注文はうさぎですか?（第3話エンドカードイラスト）
- あんハピ♪（第4話エンドカードイラスト）

### その他
- 「越後・謙信SAKEまつり」PRキャラクターデザイン（新潟県上越市）
- 「けいおん!」アンソロジーコミック みんなでうん☆たん
- けいおん!アンソロジーコミック 1
- けいおん!ストーリーアンソロジーコミック 1
- 魔法少女まどか☆マギカ アンソロジーコミック 第2巻
- 限界凸騎 モンスターモンピース
- きららファンタジア（キャラクターデザイン、監修）
- 温泉むすめ（鳥羽亜矢海）
- ミリオンアーサー アルカナブラッド